# 陳就
陳就（2世纪—208年），东汉末期武将。
陳就是刘表部将黄祖属下。担任都督，率领水軍。建安十三年（208年），孙权率軍攻打江夏，黄祖命陳就为先鋒，迎战孙权，陳就被孙权先鋒呂蒙猛攻下战敗阵亡，首級被吴军所獲。黃祖听说陳就死讯後，慌忙捨弃江夏城逃亡，孙权率軍追击，黄祖被孙权军中的骑兵冯则所斩杀。黄祖勢力滅亡。
小说《三国演义》描写黄祖令苏飞为大将，陈就、邓龙为先锋，起江夏之兵迎敌孙权。陈就、邓龙各引一队艨艟截住沔口，甘宁上艨艟，将邓龙砍死。陈就弃船而走。吕蒙见了，跳下小船，放火烧船。陈就急上岸，吕蒙舍命赶到，当胸一刀砍翻。